# Olaria (Minas Gerais)
Olaria è un comune del Brasile nello Stato del Minas Gerais, parte della mesoregione della Zona da Mata e della microregione di Juiz de Fora.